# ميخوط قطبي شمالي
ميخوط قطبي شمالي (الاسم العلمي:Myxobolus arcticus) هو نوع من الحيوانات يتبع جنس الميخوط من الفصيلة الميخوطية.